# Colloque Walter Lippmann
Het Walter Lippmann Colloquium (Frans: Colloque Walter Lippmann) was een georganiseerd symposium voor liberale intellectuelen en economen. Het symposium werd in augustus 1938 in Parijs door de Franse filosoof Louis Rougier georganiseerd. 
De opzet van het symposium was om een nieuw liberaal alternatief te ontwikkelen voor het in populariteit afgenomen klassiek-liberalisme en de als bedreigend ervaren opkomst van het collectivisme, socialisme en totalitarisme (nazi-Duitsland en de Sovjet-Unie). De Franse econoom Bernard Lavergne en de Duitse econoom Alexander Rüstow stelden de term 'neoliberalisme' voor. De aanwezigen richtten een organisatie op die zich zou inzetten voor de promotie van het liberalisme, het Comité international d'étude pour le renouveau du libéralisme (CIERL), maar door de Tweede Wereldoorlog kwam hier weinig van terecht. Later richtte Friedrich von Hayek de Mont Pèlerin Society op, geïnspireerd door het CIERL.
Er waren zesentwintig aanwezigen op het colloquium, waaronder de prominentste liberale intellectuelen van die tijd, zoals Friedrich von Hayek en Ludwig von Mises. Ook aanwezig waren onder andere Wilhelm Röpke, Michael Polanyi en Raymond Aron.